# Чарково
Чàрково е село в Северна България, община Габрово, област Габрово.

## География
Село Чарково се намира се намира на около 11 km юг-югоизточно от центъра на град Габрово. Разположено е в северните разклонения на Шипченската планина, в долината на река Сивяк, ляв приток на Янтра.
Общинският път за село Чарково излиза от Габрово на юг покрай Етнографския музей на открито „Етър“ и след селото продължава през село Поток на юг, при следващия разклон неасфалтирано дясно разклонение води до село Езерото, а пътят – вече черен планински, продължава по сложен терен до връзка при надморска височина около 1193 m с третокласния републикански път III-5005 (Шипченски проход – Паметник на Бузлуджа).
Надморската височина на пътя при сградата на кметството в центъра на Чарково е около 560 m, в северния край на селото – 555 m, а в южния – около 580 m.
Населението на село Чарково, наброявало 114 души при преброяването към 1934 г. и максимум – 246, към 1992 г., намалява постепенно до 127 души (по текущата демографска статистика за населението) към 2019 г.

## История
Село Чарково е създадено през 1951 г. при сливането на колиби Власовци и колиби Чарковете.
През 1971 г. село Чарково е закрито и присъединено към град Габрово. През 1983 г. селото е отделено от град Габрово и възстановено.
Село Чарково към 2020 г. е център на кметство Чарково. Населените места в кметството са селата Чарково, Червена локва, Езерото, Бойчета и Поток.
При избухването на Балканската война в 1912 г. един човек от колиби Власовци е доброволец в Македоно-одринското опълчение.

## Население
Преброяване на населението през 2011 г.
Численост и дял на етническите групи според преброяването на населението през 2011 г.:
|                     | Численост | Дял (в %) |
| Общо                | 151       | 100,00    |
| Българи             | 129       | 85,43     |
| Турци               | 0         | 0,00      |
| Цигани              | 0         | 0,00      |
| Други               | 0         | 0,00      |
| Не се самоопределят | 0         | 0,00      |
| Неотговорили        | 22        | 14,56     |

## Културни и природни забележителности
На 2 – 3 km от село Чарково се намира Етнографският музей на открито „Етър“. На реката в селото има съоръжение за пране (на черги, килими и подобни), диалектно наричано перѝло.

## Личности
- Ангел С. Горски (1890 – ?), роден в колиби Власовци, македоно-одрински опълченец, 2 рота на 5 одринска дружина, ранен, носител на орден „За храброст“ IV степен[12].